# Marcel Boulenger
Pour les articles homonymes, voir Boulenger (homonymie).
Marcel Jacques Amand Romain Boulenger, né le 9 septembre 1873 à Paris 8e et mort le 21 mai 1932 à Chantilly, est un romancier, journaliste et escrimeur français. Il a notamment écrit plusieurs pastiches et "faux littéraires", autobiographies attribuées à des personnages imaginaires, dont la plus célèbre est Souvenirs du marquis de Floranges (1811-1834), précédés d'une biographie détaillée de ce personnage imaginaire, supercherie à laquelle ont cru plusieurs érudits (ce qui renouvelle l'exploit de Pierre Louÿs avec ses Chansons de Bilitis).
Il remporte une médaille de bronze aux Jeux olympiques d'été de 1900 dans l'épreuve individuelle de fleuret. Il participe également aux compétitions artistiques lors de ces Jeux.
Il est le frère de l'historien, journaliste et écrivain Jacques Boulenger, et était lié d’amitié avec René Boylesve qui en a laissé un portrait élogieux dans ses Profils littéraires (1962).
Marcel Boulenger contribua notamment entre les deux guerres dans les journaux L'Action française et la Revue des deux Mondes.

## Principales publications
- La Femme baroque. Hippolyte l'admirable. L'Amour à Moret (1898)
- Le Page, roman (1899)
- Couplées, roman (1901)
- La Croix de Malte, roman (1901)
- Quarante Escrimeurs (1903)
- Au pays de Sylvie (1904)
- L'Amazone blessée, roman (1906)
- La Querelle de l'orthographe (1906)
- Lettres de Chantilly (1907)
- Nos Elégances (1908)
- Les Doigts de fée (1909)
- Le Pavé du roi (1910)
- Mes Relations (1911)
- Introduction à la vie comme-il-faut (1912)
- Le Marché aux fleurs (1912)
- Les Œufs, pastiche de Charles Perrault (1912)
- Cours de vie parisienne à l'usage des étrangers (1913)
- Apologie du duel (1914) Texte en ligne
- Le plus rare volcelest du monde (1914)
- Le Fourbe, roman (1914)
- Le Cœur au loin (1916)
- Sur un tambour (1916)
- Charlotte en guerre ou le Front de Paris (1917)
- Écrit le soir (1917)
- La Belle et la bête (1919)
- Réponse à Gabriele d'Annunzio (1919)
- Les Trois grâces. Suivies de Mensonge (1919)
- Chez Gabriele d'Annunzio (1921)
- Marguerite, roman (1921)
- Les Quatre Saisons (1921)
- Les Aventures d'un dandy (1922)
- Nouvelles lettres de Chantilly (1922)
- Souvenirs du marquis de Floranges (1811-1834) (1923)
- Le Duc de Morny, prince français (1925)
- Éloge du snobisme (1926)
- Le Gros Garçon (1926)
- Mœurs du jour. Les Personnes distinguées (1926)
- L'Attentat d'Orsini (1927)
- Le Beau Mariage France-Italie (1927)
- C'est donc sérieux ? (1928)
- Prométhée sous les aigles (1928)
- Les Scrupules d'Ildeverte (1928)
- Mazarin soutien de l'État (1929)
- La Païva (1930)
- Quand j'avais une épée (1930)
- Nicolas Fouquet (1933)
- Opinions choisies (s. d.)
- Le Vicomte, roman (s. d.)

Réédition :
- Le plus rare volcelest du monde, nouvelle éditée et préfacée par Didier Dantal, Éditions Horarius & Cie, Chantilly, mai 2010.
- Apologie du duel, Éditions du Bretteur, coll. "Les Incongrus", 2011.

## Distinction
- 1918 : prix Alfred-Née de l’Académie française